# 단일 루트 입/출력 가상화
가상화에서 단일 루트 입/출력 가상화(Single-root input/output virtualization, SR-IOV)는 관리 용이성 및 성능상의 이유로 PCI Express 리소스를 격리할 수 있는 규격이다.

## 상세
SR-IOV 규격을 사용하여 가상 환경에서 단일 물리적 PCI Express 버스를 공유할 수 있다. SR-IOV는 물리적 서버 시스템의 서로 다른 가상 구성 요소(예 : 네트워크 어댑터 )에 서로 다른 가상화 기능을 제공한다. SR-IOV는 물리적 및 가상 기능을 사용하여 PCIe 장치를 제어하거나 구성한다. 물리적 기능은 장치 안팎으로 데이터를 이동할 수 있는 기능이 있는 반면, 가상 기능은 데이터 흐름을 지원하지만 제한된 구성 리소스 세트를 갖는 경량 PCIe 기능이다. 하이퍼 바이저 또는 게스트 운영 체제에서 사용할 수 있는 가상 또는 물리적 기능은 PCIe 장치에 따라 다르다.
SR-IOV를 사용하면 가상 환경의 여러 가상 머신(VM)이 단일 PCI Express 하드웨어 인터페이스를 공유할 수 있다. 반대로 MR-IOV를 사용하면 I/O PCI Express가 서로 다른 물리적 시스템의 서로 다른 VM간에 리소스를 공유할 수 있다.

## 인피니밴드
SR-IOV의 주요 적용 분야는 고성능 컴퓨팅(HPC) 분야이고 고성능 InfiniBand 네트워킹 카드의 사용이 HPC 부문에서 증가하고 있으며 Xen과 같은 가상 머신 내에서 InfiniBand를 사용할 수 있도록 SR-IOV 사용에 대한 초기 연구가 진행되고 있다.

## 같이 보기
- I/O 가상화